# 나가사키 미나미
나가사키 미나미(長崎 みなみ, 1969년 11월 9일 ~ )는 일본의 성우이다. 주로 성인물 게임에서 활동하는 성우이다.

## 출연작

### OVA
1999년
- Pia캐롯에 어서오세요!!2 DX (히노모리 아즈사)

2003년
- 스이카 (미나세 이츠키)
- 트라이앵글 하트3 ~Sweet Song Foever~ (피아세 크리스테라)

### 극장판
2002년
- Pia캐롯에 어서오세요 극장판 ~사야카의 사랑이야기 (히노모리 아즈사)

### 게임
1997년
- Pia캐롯에 어서오세요2 (히노모리 아즈사, 야마나 하루에)

1998년
- Natural -몸도 마음도- (이즈미 유메)
- With You ~바라보고 싶어~ (챰나 폰)
- PALETTE (하토바 미도리)

2000년
- 행살·신선조 (카모밀 세리자와)
- Natural2 -DUO- (토리우미 치사토)
- 동창회 again&refrain (아키야마 미도리)
- 트라이앵글 하트3 ~Sweet Songs Forever~(피아세 크리스테라)

2001년
- Infantaria (소피아 이벨 라렌시아)
- 사피즘의 현창 (헬레나 블류카, 밀리에라)
- 스이카 (미나세 이츠키)
- Beside ~행복은 내 곁에~ (하나오리 코요미)

2002년
- 나와, 우리들의 여름 (여관 아줌마)
- 메이드 인 드림 (나데시코)
- D.C. 다카포 (미즈코시 마코)
- 아이카기 ~해바라기와 그녀의 실내복~ (하즈키 야야네)
- 선생님 좋-아해요(시노미야 미츠키, 미카게 카오루)
- D.C. White Season ~다카포 화이트 시즌~ (미즈코시 마코)
- 매즙 (코히나타 유키)

2003년
- 서머 라딧슈 베케이션!! (이노우 마이)
- 유부녀 코스프레 찻집 (마시타 카나에)
- 3LDK(미야시타 아야세)
- 하색☆커뮤니케이션♪ (츠키시마 치나츠)

2004년
- CARNIVAL (쿠죠 카오리)
- D.C.P.C. ~다카포~ 플러스 커뮤니케이션 (미즈코시 마코)
- 누나, 제대로 하자!2 (이누카미 호나미)
- D.C. Summer Vacation ~다카포 섬머 베케이션~ (미즈코시 마코)
- Yin-Yang! Xchange Alternative (아사쿠라 미즈키)

2005년
- 불타라 Downhill Night (코노사키 미치)

2008년
- D.C. ~다카포~ the Origin (미즈코시 마코)